# Geolycosa hyltonscottae
Geolycosa hyltonscottae là một loài nhện trong họ Lycosidae.
Loài này thuộc chi Geolycosa. Geolycosa hyltonscottae được Cândido Firmino de Mello-Leitão miêu tả năm 1941.